# Радзивилл, Мария Магдалена

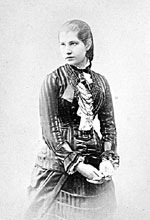
Мария Магдалена Радзивилл в молодости

Княгиня Мария Ева Магдалена-Иосиф Эльжбета Аполлония Катажина Радзивилл, урождённая Завиша-Кежгайло, в первом браке Красинская (бел. Марыя Магдалена Радзівіл, пол. Maria Magdalena Zawisza-Kierżgajło / Krasińska / Radziwiłłowa; 8 июля 1861, Варшава ― 6 января 1945, Фрибур, Швейцария) ― деятель белорусского культурного движения, меценатка.

## Биография

### Ранние и зрелые годы
Дочь графа Яна Казимира Завиши-Кежгайло герба «Лебедь» и фрейлины Марии Квилецкой (правнучки последнего короля Речи Посполитой Станислава Августа). Граф увлекался археологией, собрал значительную коллекцию монет и медалей. Дома говорили по-белорусски и по-французски. Мария Магдалена получила хорошее домашнее образование, в юности в основном жила в Варшаве. Старшая сестра Мария Ева была замужем за князем Михалом Радзивиллом из Неборова.
С 1882 года — замужем за графом, испанским грандом Людвиком Красинским (1833—1895). Дочь ― Мария-Людвика (1883—1958), впоследствии замужем за князем Адамом Людвиком Чарторыйским.
После смерти мужа (1895) жила в Кухтичах, Жорновках Игуменского уезда, Минске. После смерти отца (1887) Мария Магдалена унаследовала его маёнтки в Белоруссии и Польше.
В 1904 году познакомилась с Николаем Вацлавом Радзивиллом (1880—1914), который был моложе её на 19 лет. Его родители ― Вильгельм-Адам Радзивилл (1845—1911) и графиня Катажина Ржевусская. 30 марта 1906 года Николай и Мария Магдалена поженились в Лондоне. Вскорости молодому князю было отказано в членстве шляхетского клуба, лондонские знакомые от них отвернулись. Молодожёны уехали в Кухтичи. Николай Радзивилл основательно занялся хозяйством, а оно было немалым: одного дубового и соснового леса насчитывалось 27 тысяч десятин. Для торговли лесом князь в 1911 году провёл железную дорогу Верейцы ― Гродзянка, существующую и поныне. Лесопилка, бывшая в Гродзянке при Радзивиллах, при советской власти стала леспромхозом, в 1990-х закрыта.
В 1914 году князь Николай Радзивилл ушёл на войну и погиб в Восточной Пруссии. Его прах был захоронен в храме Кухтичей. В 1930-х, когда в храме устанавливали подстанцию, гроб вскрыли, после останки просто зацементировали.

### Благотворительная деятельность. Последние годы
Мария Магдалена была воспитана в духе белорусской культуры, финансировала издательство «Загляне сонца і ў наша ваконца», газету «Biełarus», Товарищество трезвости и др. Открыла школы в Кухтичах, Узде, Каменке. Её имение в Кухтичах (ныне — Первомайск) навещали Вацлав Ивановский, братья Антон и Иван Луцкевичи, Роман Скирмунт, Эдвард Войнилович и другие деятели белорусского культурного движения. Она оказывала материальную поддержку в издании первых книг Максима Богдановича, Констанции Буйло, Максима Горецкого, Ядвигина Ш, Тараса Гущи (Якуба Коласа). В знак признательности В. Ивановский и И. Луцкевич поместили герб «Лебедь» на титульной странице сборника стихов М. Богдановича «Венок».
Мария Магдалена оказала финансовую помощь Виленскому университету, белорусским католикам, помогала Друйскому монастырю марианов, построила интернат семинаристов в Вильно, костёл для литовских католиков в Лондоне. Княгиня активно участвовала в деятельности Минского благотворительного общества, в 1915 году её избрали почётным членом Комитета помощи потерпевшим в войне. Она жертвовала деньги литовской гимназии, белорусской греко-католической семинарии в Риме, помогала литовским «возрожденцам».
Горячо поддерживала провозглашение Белорусской Народной Республики, финансово помогала политикам.

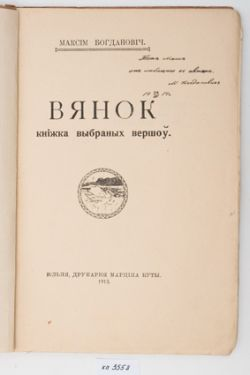
Титульный лист сборника «Венок» с гербом Завишей «Лебедь»

Она дала деньги на строительство костёла по улице Монюшко в Варшаве; в Минске — на госпиталь, приют Маврикия Черноцкого, детские приюты и другое.
Княгиня открывала белорусские школы, сама разговаривала по-белорусски. Всё делопроизводство в её 18 имениях и 8 лесничествах ведётся по-белорусски. В 1912 году в газете «Минское русское слово» княгиня писала: «Считаю себя белорусской, происхождения литовского. Как и муж мой, полькой себя не признаю». Она называла себя «белоруской шляхтянкой».
После 1918 года в эмиграции — в Польше, Ковно, Германии.
У княгини постоянно просили помощи. Она отвечала одному из просителей: «…мне кажется, что преподобный Отец не отдает себе отчёт о моём финансовом положении. Большинство того, что имела, сейчас в руках большевиков по ту сторону границы. То, что имею в самой Польше, уменьшилось ещё больше из-за неслыханных налогов, даров для Отечества, реквизиции, а также бессовестной администрации. Имею большие долги, а того, что остается от доходов, после отчисления процентов за долги и пенсии для старых слуг и их вдов, хватает мне на скромную жизнь в сельском монастыре. Прошу от меня ни на что не надеяться, ибо ничего не могу дать».
С 1932 года Мария Магдалена жила в Швейцарии. Умерла она в городе Фрибурге в монастыре сестёр-доминиканок.
В июле 2017 года прах Магдалены Радзивилл был возвращен в Минск и передан костелу св. Симеона и Елены, рядом с которым жила княгиня. 17 февраля 2018 года при участии епископа Юрия Кособуцкого, представителей родов Радзивиллов и Замойских, польских дипломатов и белорусской интеллигенции прах Магдалены Радзивилл был перепохоронен на территории костела св. Троицы (св. Роха) в Минске.

### Награды
Правительство Литвы наградило Магдалену Радзивилл орденом Гедимина.